# Mujibur Rahman
Mujibur Rahman (bengaliska: শেখ মুজিবর রহমান Shekh Mujibur Rôhman), född 17 mars 1920 i Tungipara i dåvarande provinsen Bengalen i Brittiska Indien (i nuvarande Bangladesh), död 15 augusti 1975 i Dhaka i Bangladesh (mördad), var Bangladeshs förste president och premiärminister, och betraktas som landets nationalfader. 
När staten Bangladesh utropades, hade Rahman sedan studentåren såsom socialist varit politiskt aktiv för ett självständigt Bangladesh. Han var ledare över Awamiförbundet, vilket numera leds av hans dotter, premiärminister Hasina Wajed. Under Rahman var Bangladesh en socialistisk enpartistat. Han mördades i en militärkupp.

## Biografi
Som student vid universitetet i Dhaka, i en del av dåvarande Brittiska Indien, började Rahman engagera sig politiskt, främst genom att kämpa för att bengaliska skulle erkännas som nationalspråk. När Östbengalen blev en del av Pakistan 1947 blossade konflikter upp mellan bengalerna och pakistanerna, vilket utmynnade i den bangaliska nationella rörelsen, där Rahman intog en av de ledande rollerna. För sin kamp fick han flera gånger sitta i fängelse. Under de följande åren ledde motsättningarna mellan pakistaner och bengaler till att parlamentarism, demokrati och konstitutionalism förhindrades att genomföras, och staten togs så småningom över i en militärkupp. När militärdiktatorn Mohammad Ayub Khan 1969 avgick till följd av oroligheterna i Östbengalen, tillträdde general Yahya Khan som landets ledare, med tiden strävande efter att demokratisera landet.
Vid parlamentsvalet i december 1970 krävde Rahman med Awamiförbundet, att Östbengalen skulle erkännas självstyre med endast försvaret och utrikespolitiken gemensamt med Pakistan. Awamiförbundet fick majoritet bland bengalerna men inget stöd av pakistanerna — trots att Östbengalens yta var en sjättedel av hela Paktistans, levde majoriteten av befolkningen i Östbengalen — medan Zulfiqar Ali Bhutto och Pakistanska folkpartiet fick majoritet i Västpakistan men inget stöd i Östbengalen. Detta ledde till en kris, och i mars 1971 beslutades att genomdrivandet av parlamentsvalet skulle skjutas upp. 
Den 25 mars 1971 utbröt Bangladeshs befrielsekrig, ett gerillakrig mellan bengaler och pakistaner. Rahman fängslades i Västpakistan, men utropades av den proklamerade staten Bengla Desh som president av en exilregering. I samband med detta blev Rahman betraktad som en martyr för bengalernas sak. Genom Indira Gandhi och Indiens uppbackning, var Bangladesh en självständig stat, och i januari 1972 återvände Rahman, hyllad som en hjälte. 13 januari 1972 utsågs han till premiärminister. Några år efter kriget utsågs han den 25 januari 1975 till president. Den senare posten innehade han endast drygt ett halvt år innan han och hans familj mördades.
Mordet utfördes av yngre officerare, vilka invaderade presidentpalatset, och mördade Rahman, hans familj och personal. Två döttrar överlevde, vilka gick i exil. Rättegången mot Rahmans mördare inleddes först 1996, och så sent som 2007 utlämnades en person som dömts för delaktighet i attentatet, men flytt innan rättegången. Sju av de dömda är ännu på fri fot.